# Phytomyza luteoscutellata
Phytomyza luteoscutellata är en tvåvingeart som beskrevs av Meijere 1924. Phytomyza luteoscutellata ingår i släktet Phytomyza och familjen minerarflugor. Inga underarter finns listade i Catalogue of Life.